# John James Barralet

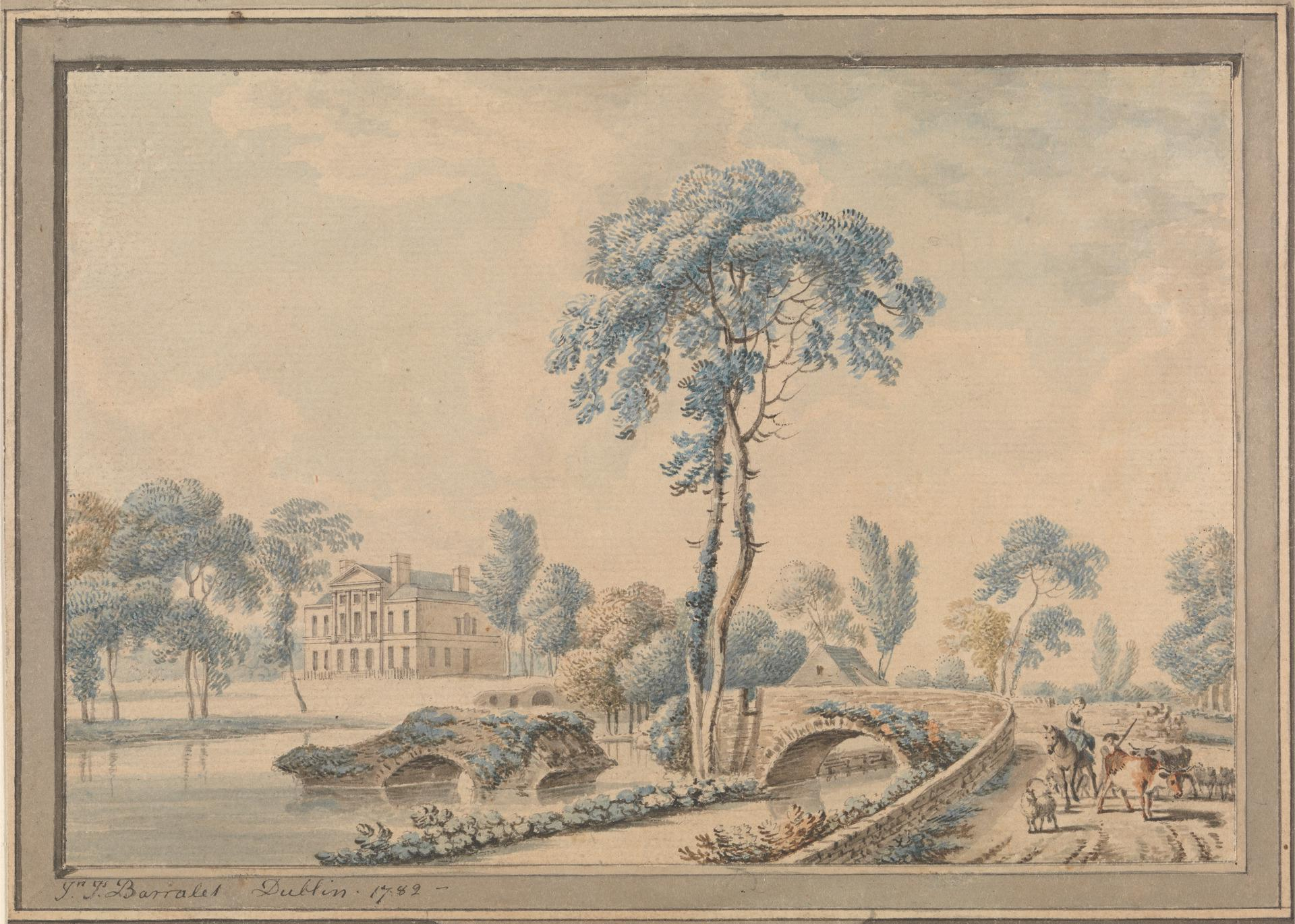
Vedere a Casei Lucan - John James Barralet

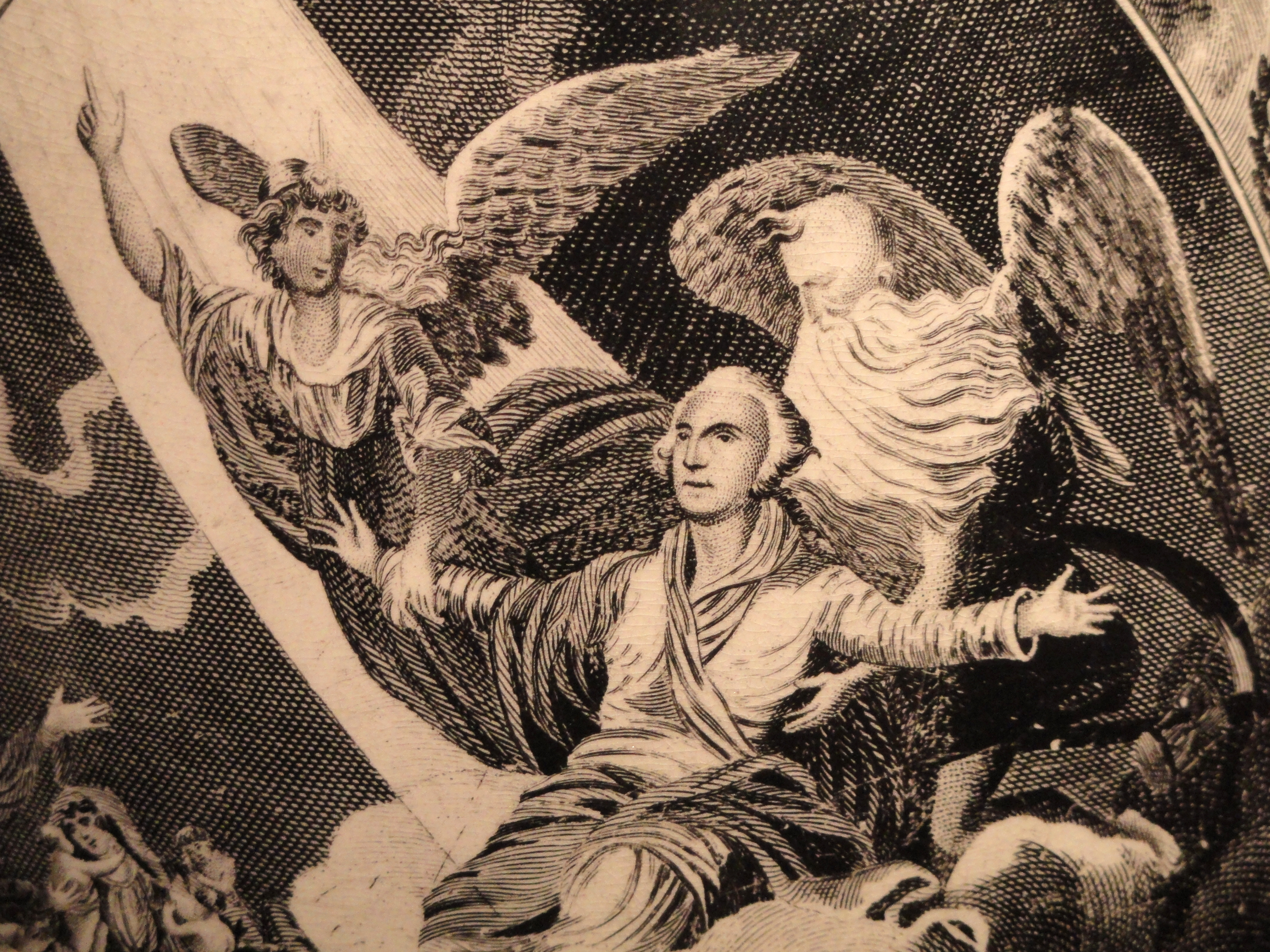
Detaliu al Apoteozei lui George Washington de John James Barralet, c. 1800–1805, imprimat prin transfer pe un ulcior de Herculaneum Pottery, Liverpool

John James Barralet (n. 1747, Dublin, Regatul Irlandei – d. 16 ianuarie 1815, Pennsylvania, SUA) a fost un artist irlandez care și-a petrecut ultima parte a carierei în Statele Unite.

## Viața
John James Barralet s-a născut în 1747 într-o familie franceză din Dublin. Barralet s-a înscris în două clase la The Dublin Society of Drawing schools la vârsta de șaptesprezece ani și a fost premiat în 1764. A fost educat de James Mannin⁠(d) și a primit premii atât pentru „Desen de figuri și capete umane”, cât și pentru „Invenții în desene și modele”. S-a specializat în peisaje, realizând lucrări prozaice. A fost lăudat pentru figurile sale despre care se spunea că dau o imediatețe plină de viață acuarelelor sale. Fratele său, John Melchior Barralet, a fost profesor la Londra la Academia Regală în 1770. A avut și un frate Joseph Barralet.
În iunie 1791, desenele sale l-au ajutat pe Benjamin Simpson să câștige un concurs pentru proiectarea grădinilor din Merrion Square.
A expus trei peisaje la Academia Regală⁠(d) în 1770 și a expus ocazional în anii următori. A fost angajat în ilustrarea cărților despre antichitățile irlandeze.
În 1795 a emigrat în America, stabilindu-se în Philadelphia, unde a murit în 1815.